# Erbach (dopływ Lüderu)
Erbach – rzeka w Niemczech o długości 3,7 kilometra, stanowiąca prawy dopływ rzeki Lüder w zlewisku Fuldy. Przepływa przez powiat Fulda w Hesji.
Swój początek bierze we wschodniej części Vogelsbergu w pobliżu Malkes (dzielnica Fuldy) i płynie przez nią na północ w kierunku Bimbach, w gminie Großenlüder. Następnie przecina Bimbach oraz drogę krajową B254 i wpada z prawej strony do rzeki Lüder, na jej 31,3 kilometrze, nieopodal obrębu Unterbimbach. Dorzecze zajmuje 12,315 km². W niemieckim systemie identyfikacji wód Erbach ma numer 4236-6.